# 쓰나촌
쓰나촌(津名村)은 히로시마현 가모군에 있던 촌이다. 현재의 세라정, 미요시시에 해당한다

## 역사
- 1889년 4월 1일 - 정촌제 시행에 의해 세라군 쓰나촌이 성립하였다.
- 1955년 3월 31일 - 오구니촌, 쓰쿠시촌의 일부, 요시카와촌의 일부와 합병해 세라니시정이 신설, 가미야마촌, 후타미군 이타키촌과 합병해 미와정이 성립하여, 쓰나촌은 폐지되었다.

## 참고문헌
- 가도카와 일본 지명 대사전 34 広島県
- 『市町村名変遷辞典』東京堂出版、1990年。